# Schrille Nacht (2022)
Schrille Nacht (Arbeitstitel X-Mess) ist ein österreichischer Episodenfilm aus dem Jahr 2022 von Arash T. Riahi, Mirjam Unger und Arman T. Riahi. Der Film besteht aus sieben zehn- bis 20-minütigen Episoden zum Thema Weihnachten. Im April 2025 starteten die Dreharbeiten zu zwei weiteren ORF-Episodenfilmen.

## Handlung
Weihnachten und das Weihnachtsfest sollte aufgrund des festgelegten Datums eigentlich planbar sein, allerdings sorgen einzelne Ereignisse am 24. Dezember immer wieder für Überraschungen.
Diese Erfahrung macht eine Reihe von Personen, darunter ein Familienvater, dessen Aufgabe es ist, den Weihnachtsbaum zu besorgen, sowie eine Frau, deren Vater nach jahrelanger Abwesenheit plötzlich vor der Tür steht.
Auch für jene, die zu Weihnachten arbeiten müssen, ist es nicht einfach, insbesondere wenn sie im Lift steckenbleiben.

## Produktion
Die Dreharbeiten fanden vom 29. November 2021 bis zum 16. Dezember 2021 statt, gedreht wurde in Wien und Umgebung.
Produziert wurde der Film von der Golden Girls Filmproduktion, beteiligt waren der Österreichische Rundfunk und Arte.
Die Kamera führten Mario Minichmayr und Sebastian Thaler, die Montage verantworteten Elke Groen und Benedikt Rubey und den Ton gestaltete Claus Benischke.

## Veröffentlichung
Auf ORF 1 wurde der Film am 21. Dezember 2022 erstmals ausgestrahlt, auf Arte wurde der Film am 23. Dezember 2022 gezeigt. Auf Flimmit wurde ab dem 14. Dezember täglich eine Folge veröffentlicht.

### Episoden
| Nr. (ges.) | Nr. (St.) | Originaltitel                            | Erstausstrahlung A | Regie                                           | Drehbuch                                                 |
| --- | --------- | ---------------------------------------- | ------------------ | ----------------------------------------------- | -------------------------------------------------------- |
| 1 | 1         | Der gekreuzigte Weihnachtsbaum           | –                  | Arash T. Riahi und Arman T. Riahi               | Aleksandar Petrovic, Faris Endris Rahoma, Arman T. Riahi |
| Darsteller: Faris Endris Rahoma als Krankenpfleger Omar, Julia Edtmeier als dessen Freundin, Roland Düringer als Baumhändler und Inge Maux als Frau Sedlacek                                                                                    |           |                                          |                    |                                                 |                                                          |
| 2 | 2         | Rosi, Pepi, Josef                        | –                  | Mirjam Unger                                    | Kathrin Resetarits                                       |
| Darsteller: Lukas Resetarits als Josef, Kathrin Resetarits als Rosi, Anna Lamprecht als Pepi |           |                                          |                    |                                                 |                                                          |
| 3 | 3         | Lucky                                    | –                  | Mirjam Unger                                    | Sarah Wassermair                                         |
| Darsteller: Ferdinand Seebacher als Simon, Sonja Chan, Susi Stach als Bernadette, Dietrich Siegl als Horst |           |                                          |                    |                                                 |                                                          |
| 4 | 4         | Die Passion des Vlad                     | –                  | Arash T. Riahi und Arman T. Riahi               | Kathrin Resetarits                                       |
| Darsteller: Mehmet Ali Salman als Lieferant Vlad, Klaus Rott als Czech, Margarethe Tiesel als Frau Friedl, Sebastian Wendelin als Herr Lüscher, Helene Stupnicki als Frau Lüscher, Rafael Schuchter als Herr Huber, Klara Weissenböck als Anita |           |                                          |                    |                                                 |                                                          |
| 5 | 5         | Gute Eindruck Komma der                  | –                  | Arash T. Riahi und Arman T. Riahi               | Maria Hinterkörner                                       |
| Darsteller: Maddalena Noemi Hirschal als Mathilda, Aleksandar Petrovic als Franz |           |                                          |                    |                                                 |                                                          |
| 6 | 6         | Wenn der Weihnachtsmann zweimal klingelt | –                  | Arash T. Riahi, Arman T. Riahi und Mirjam Unger | Mischa Zickler                                           |
| Darsteller: Simon Schwarz als Hannes, Martin Leutgeb als Oskar, Fritz Egger als Willi 1, Alexander E. Fennon als Willi 2, Lukas Spisser als Camillo                                                                                             |           |                                          |                    |                                                 |                                                          |
| 7 | 7         | Im Zug                                   | –                  | Arash T. Riahi und Arman T. Riahi               | Pia Hierzegger                                           |
| Darsteller: Martina Ebm als Birgit, Klara Marie Boltuch als Franziska, Anica Dobra-Sovtic als Zuzanna, Damyan Andreev als Luis, Norbert Friedrich Prammer als Zugbegleiter                                                                      |           |                                          |                    |                                                 |                                                          |

## Rezeption
Julia Schafferhofer bezeichnete den Film als „bestes Fernsehen“ mit erfrischendem Ensemble, besten Drehbüchern, neuen Regie-Handschriften und „allerbeste, Kanon-erweiternde und versöhnliche Unterhaltung“. Der Episodenfilm skizzierte kitschbefreit, grotesk, böse, warmherzig und gar nicht schrill den unperfekten Heiligen Abend. Fortsetzung sei dringend erwünscht.
Queer.de schrieb, dass durchweg alle Rollen famos besetzt seien, den Schauspielern sei anzumerken, dass sie Spaß an ihrer Arbeit hatten. Herausgekommen sei ein amüsanter Film mit sehr skurrilem österreichischem Humor. Das Tempo sei gemächlich, die Musik zugespitzt, es gibt Situationskomik und völlig absurde Szenen.
Aylin Rauh (teleschau) befand, dass wie in einer Anthologie-Serie lustige, berührende und liebevolle Geschichten aus der Weihnachtszeit inszeniert würden.
Quote
Die Erstausstrahlung im ORF im Dezember 2022 wurde von bis zu 643.000 und durchschnittlich 610.000 Zusehern verfolgt, der Marktanteil lag bei 21 Prozent.

## Auszeichnungen und Nominierungen
Romyverleihung 2023
- Nominierung in der Kategorie Beliebtester Schauspieler Serie Reihe (Faris Endris Rahoma)[13]
- Nominierung in der Kategorie Beste Produktion (Arash T. Riahi, Sabine Gruber, Golden Girls Filmproduktion, ORF, Arte)[14]

55. Fernsehpreis der Österreichischen Erwachsenenbildung
- Auszeichnung in der Kategorie Fernsehfilm, inklusive Serien, Fiction, Doku-Fiction, Edutainment – Arash T. Riahi, Mirjam Unger und Arman T. Riahi (Regie), Susanne Spellitz, Julia Sengstschmid, Sabine Weber, Bernhard Natschläger (ORF-Redaktion)[15][16]